# Pinza

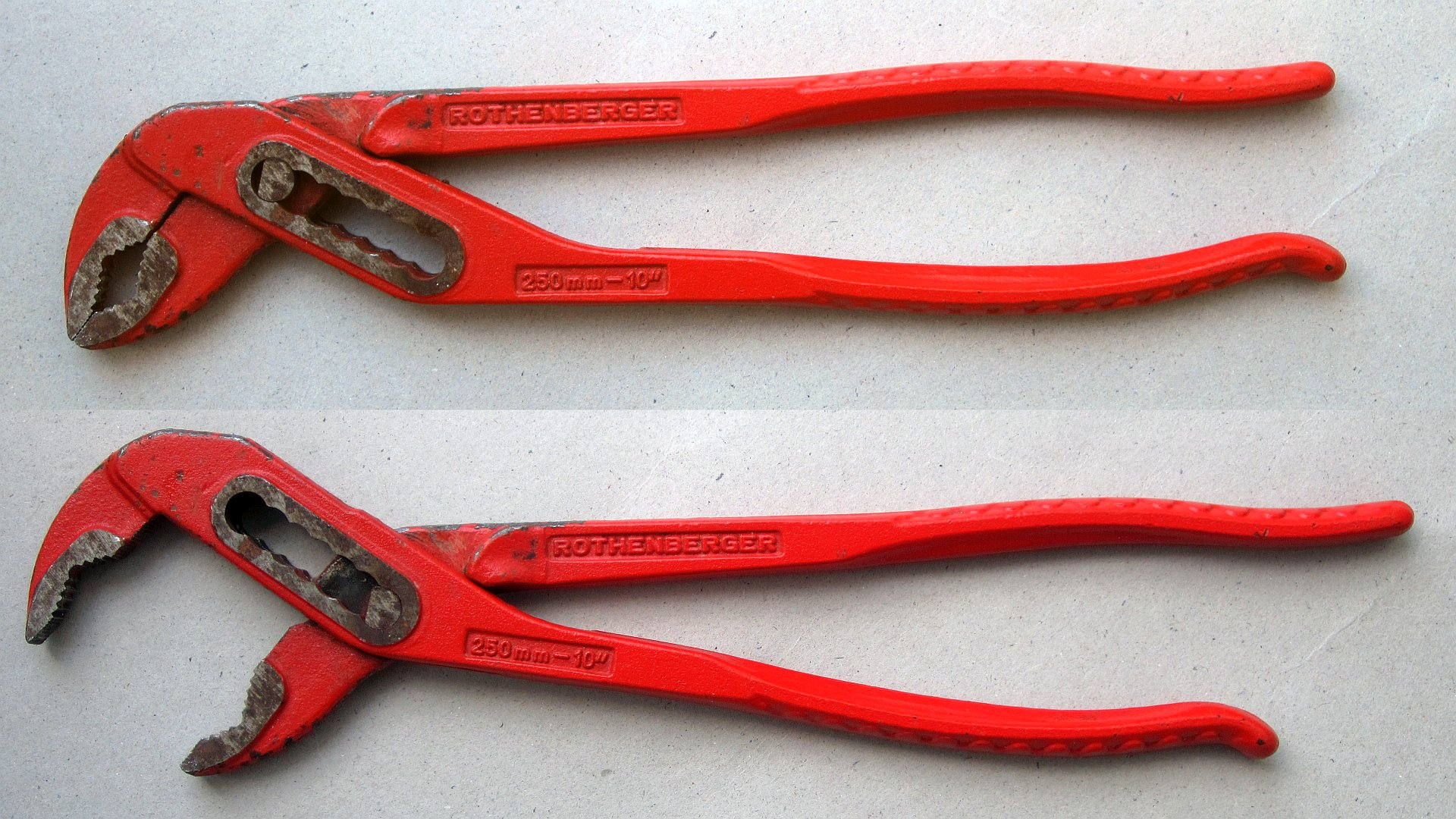
Pinza pico de loro

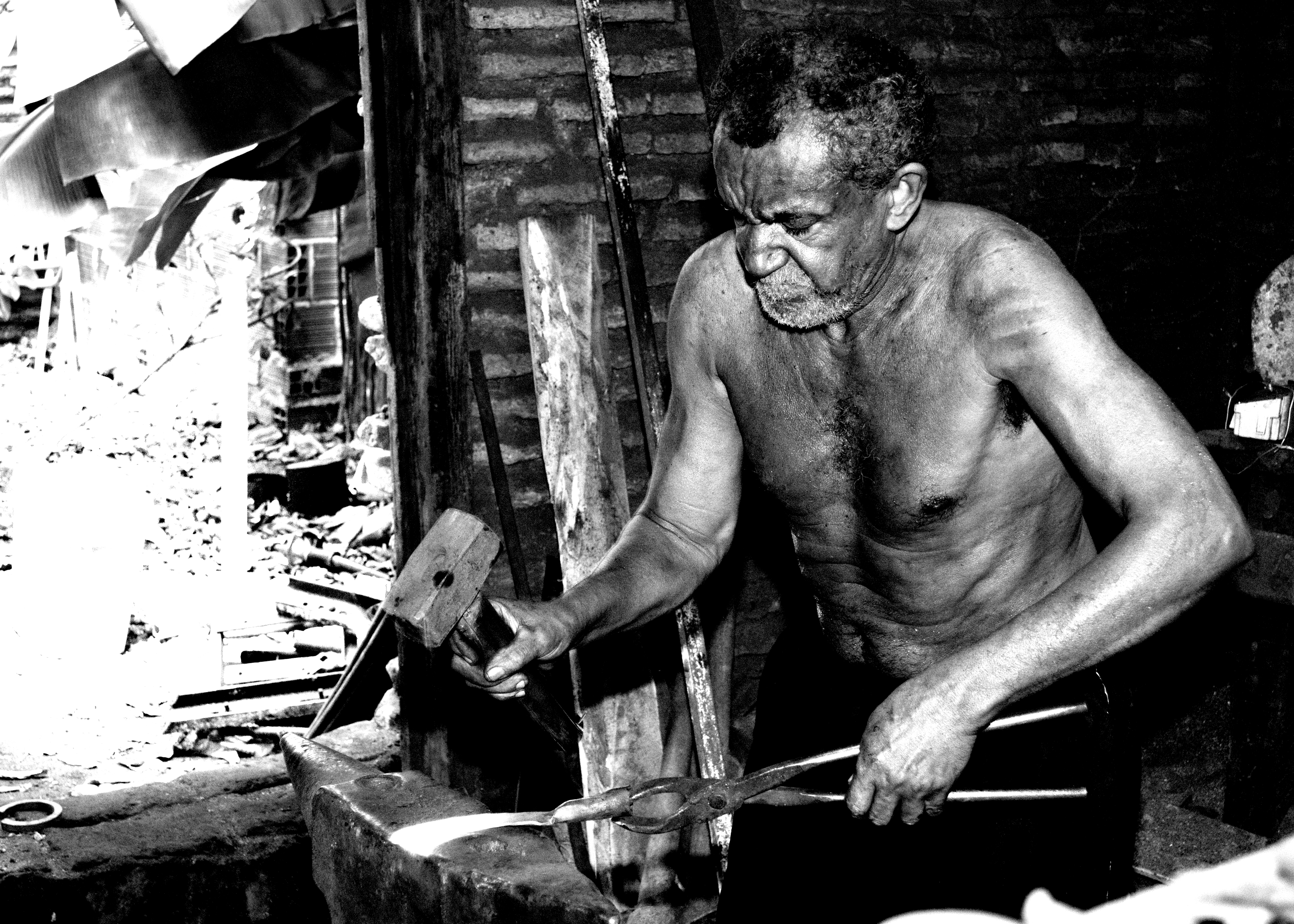
Un herrero utilizando pinzas para la forja de metales.

Cortando alambre con un cortaalambres.

Una pinza o pinzas es una herramienta de dos mangos en la que los puntos activos (mandíbulas de agarre, bordes cortantes, etc.) actúan en direcciones opuestas sobre la pieza de trabajo; sujetándola, cortándola o prensándola. Sin embargo, a diferencia de las tijeras, estas no se deslizan entre sí. Puede funcionar con el mecanismo de palancas simples, accionado manualmente o, en modelos profesionales o industriales, con mecanismos hidráulicos, neumáticos o eléctricos. En castellano, el término pinza también abarca a cualquier instrumento, generalmente compuesto de dos piezas, cuyos extremos se aproximan para hacer presión sobre algo y sujetarlo; por lo que las pinzas son de uso frecuente en mecánica, electrónica, biología o medicina.
Actualmente, las pinzas se forjan a partir de aleaciones de acero duro al carbono o sin alear. Los aceros para herramientas sin alear con un contenido de carbono del 0,45% se utilizan para pinzas simples. Las pinzas de mayor calidad están hechas de materiales con un mayor contenido de carbono y/o elementos de aleación como el cromo o el vanadio. 
Las pinzas suelen constar de tres zonas: mangos, articulación o fulcro y cabeza (con las puntas activas). Estas pinzas articuladas funcionan según el principio de palanca: dos palancas de dos lados están unidas entre sí por una articulación. Por regla general, los mangos forman los brazos de palanca más largos (brazo de potencia), los brazos de palanca más cortos (brazo de carga) forman la cabeza de las pinzas. De acuerdo con la ley de la palanca, la fuerza manual aplicada a los mangos se convierte, acorta y transfiere a una pieza de trabajo por medio de la cabeza de las pinzas. La fuerza en las mordazas, que realizan un movimiento de agarre cuando las patas se juntan, aumenta con la relación de transmisión. En el caso de pinzas destinadas a generar grandes fuerzas, la distancia desde el centro del perno de pivote hasta el mango debe ser grande y la distancia desde el centro del perno de pivote hasta las mordazas de agarre o los bordes cortantes debe ser lo más pequeña posible.

## Historia
Las pinzas, en sentido general, son una invención antigua y simple, por lo que no se puede acreditar su invención a ningún punto único en la historia o inventor. Los primeros procesos en el trabajo de metales de varios milenios a. C. habrían requerido dispositivos con forma de pinza para manejar materiales calientes en el proceso de herrería o fundición. El desarrollo de pinzas de madera a bronce probablemente habría ocurrido en algún momento antes del año 3000 a. C. Entre las ilustraciones más antiguas de pinzas se encuentran las que muestran al dios griego Hefesto en su fragua. El número de diseños diferentes de pinzas creció a medida que se inventaron más objetos que requerían su uso para su manipulación, entre ellos, herraduras, sujetadores, cables, tuberías, componentes eléctricos y ordenadores electrónicos.

## Diseño
El diseño básico de las pinzas ha cambiado poco desde sus orígenes, con el par de mangos, el pivote (a menudo formado por un remache) y la sección de la cabeza con las mordazas de agarre o los bordes cortantes que forman los tres elementos.
Los materiales utilizados para hacer las pinzas consisten principalmente en aleaciones de acero con aditivos como vanadio o cromo, para mejorar la resistencia y evitar la corrosión. Los mangos metálicos de las pinzas a menudo están equipados con agarres de otros materiales para garantizar un mejor manejo; Las empuñaduras suelen estar aisladas y además protegen contra descargas eléctricas. Las mandíbulas varían ampliamente en tamaño, desde delicadas pinzas de punta fina hasta mandíbulas pesadas capaces de ejercer mucha presión y forma, desde mandíbulas planas básicas hasta diversas configuraciones de mandíbulas especializadas y a menudo asimétricas para manipulaciones específicas. Las superficies son típicamente texturizadas en lugar de lisas, para minimizar el deslizamiento.
Una herramienta similar a una pinza diseñada para cortar alambres a menudo se llama cortaalambres. Algunas pinzas para trabajos eléctricos están equipados con cuchillas de corte de alambre incorporadas en las mordazas o en las manijas justo debajo del pivote.
Cuando sea necesario evitar rayar o dañar la pieza de trabajo, como por ejemplo en la reparación de joyas e instrumentos musicales, se utilizan pinzas con una capa de material más blando como aluminio, latón o plástico sobre las mandíbulas.

## Ergonomía
Se han realizado muchas investigaciones para mejorar el diseño de las pinzas, para que sean más fáciles de usar en circunstancias a menudo difíciles (como espacios restringidos). Los mangos se pueden doblar, por ejemplo, para que la carga aplicada por la mano esté alineada con el brazo, en lugar de estar en ángulo, lo que reduce la fatiga muscular. Es especialmente importante para los trabajadores de fábricas que usan pinzas continuamente y previene el síndrome del túnel carpiano.

## Características técnicas
A diferencia de otras herramientas manuales, las pinzas no están diseñados para un trabajo específico (como martillos, taladros, destornilladores, sierras, etc.), por lo que su variedad es casi ilimitada.
Según la norma ISO 5743, las pinzas con filos deben tener una dureza de al menos 55 HRC en el filo y al menos 42 HRC en la superficie de agarre de la cabeza de la pinza. Además, deberán llevar la marca del fabricante o el nombre del proveedor.

### Clasificación según finalidad
Los tipos básicos de pinzas son:
- Pinzas para deformar/conformar, como pinzas para engarzar, pinzas de punta redonda, pinzas para remaches ciegos
- Pinzas de corte/separación, como los cortaalambres o pinzas de corte lateral, cizallas para pernos, pinzas perforadoras, pinzas pelacables o tenazas[6]
- Pinzas de agarre/sujeción como las pinzas para anillos de seguridad, llaves para tubos, pinzas para bombas de agua, pinzas de agarre, pinzas para bucles, pinza de electricista.[7]

### Pinzas para trabajos artesanales
Los tipos de pinzas más utilizados incluyen:
- Pinzas para electrónica: son versiones más pequeñas de varios tipos de pinzas para trabajos finos, siendo la más utilizada la pinza del electricista y las pinzas puntiagudas, así como los cortaalambres.[8]
- Pinzas de punta plana: se utilizan para la fijación y sujeción de láminas de metal y otros objetos planos.
- Pinzas extensible, tienen tenazas al final de un brazo extensible para recoger objetos en el suelo sin agacharse.
- Pinzas de presión: pinzas de agarre y sujeción ajustables, utilizados para fijar y sujetar objetos automáticamente.[9]
- Pinza de electricista: además del área plana, las mordazas también tienen un área cóncava transversal para agarrar material redondo; a menudo equipado adicionalmente con filos de corte laterales
- Llave sueca : pinza pesada para sujetar y girar con fuerza tubos (roscados); A diferencia de las pinzas de bomba de agua más ligeros, por lo general son infinitamente ajustables

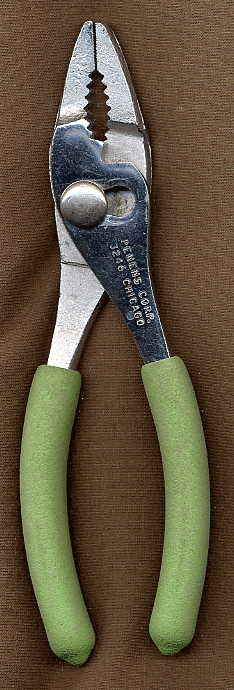
Pinza de mecánico
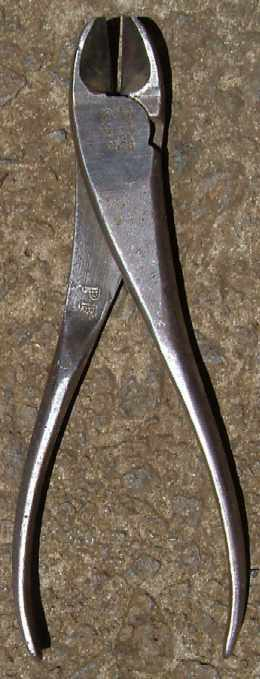
Pinza de corte o Cortaalambres.
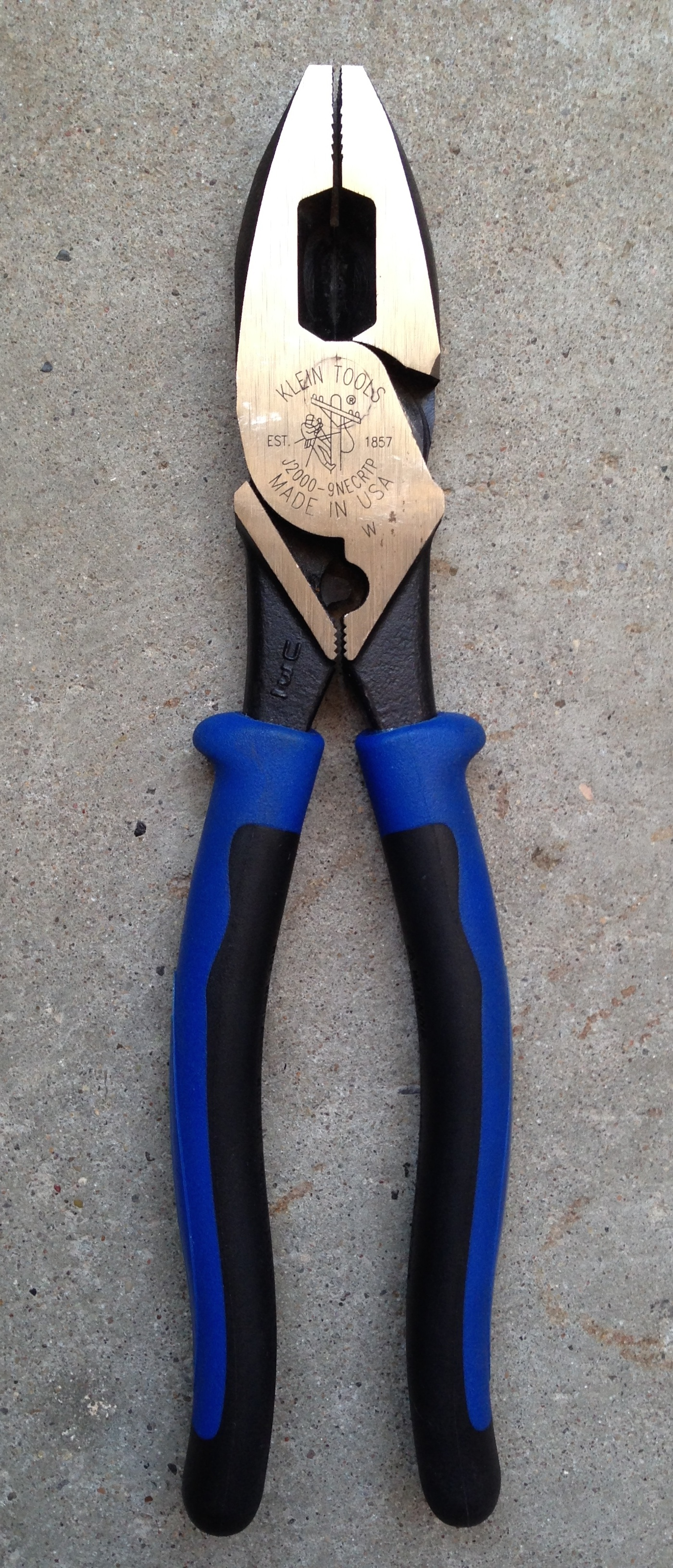
Pinza de electricista,[10] diseñadas para manipular cables eléctricos y puede cortar, doblar y pelar.
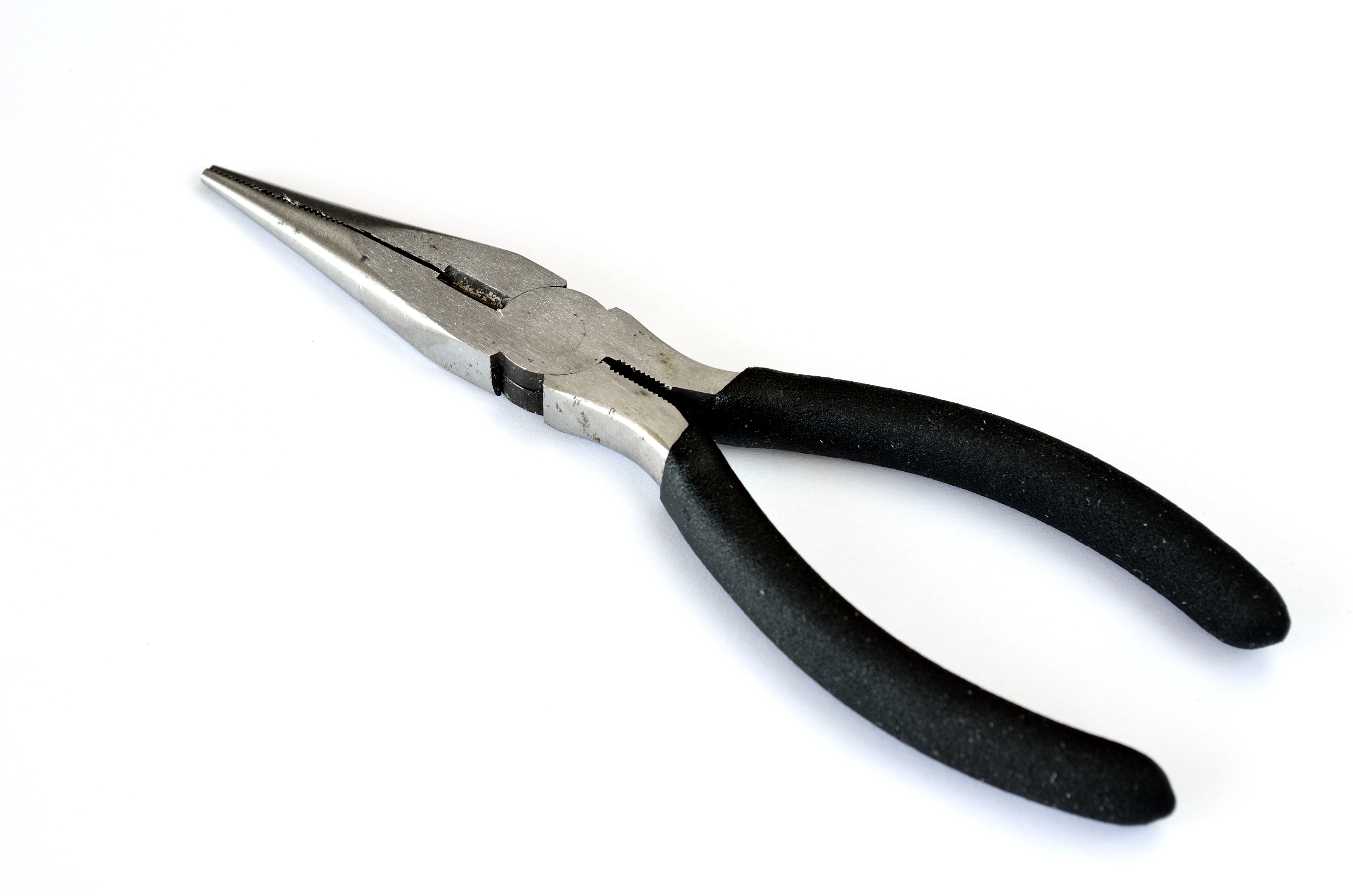
Pinzas de punta
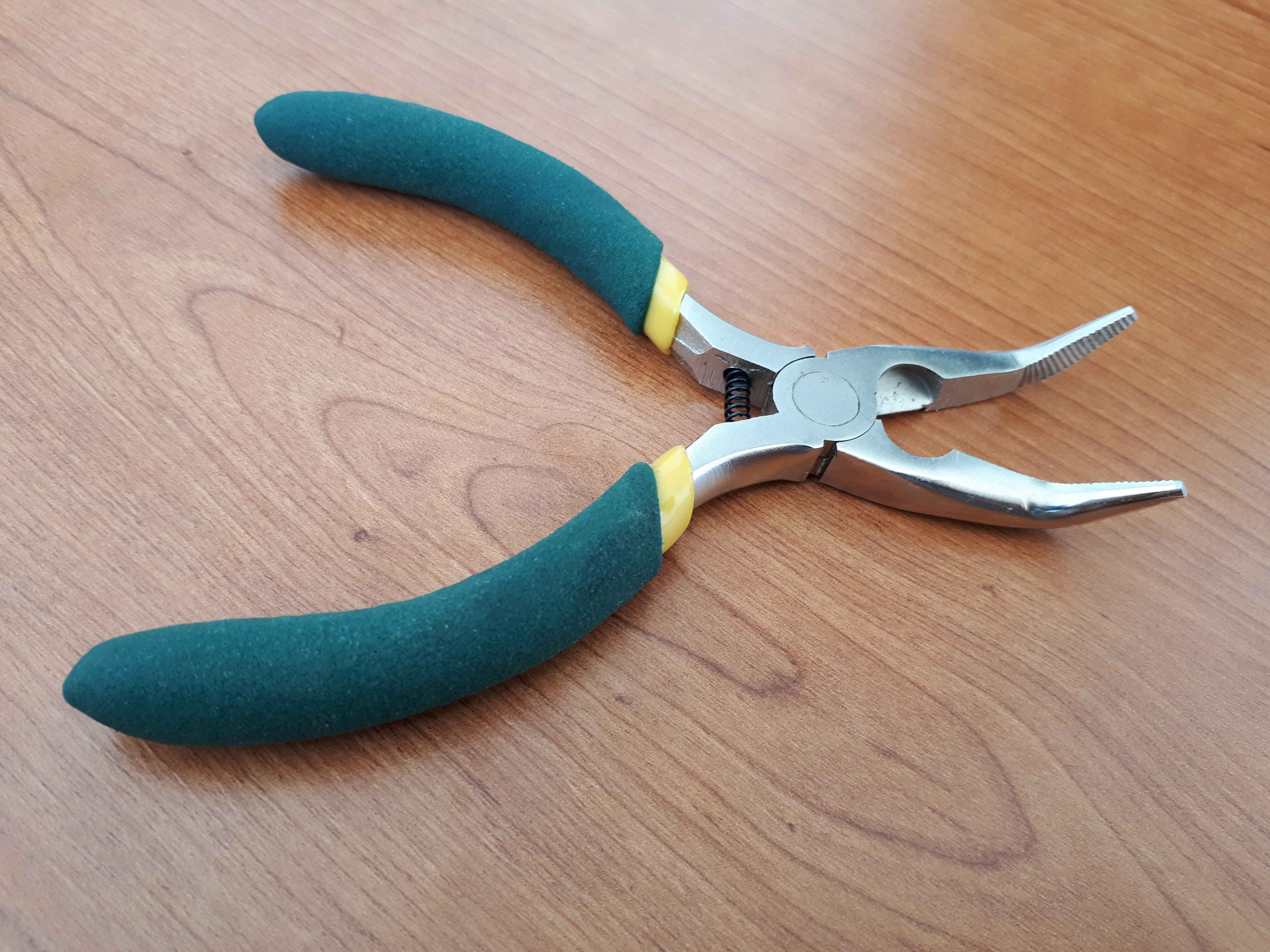
Pinza minitura de punta curva.
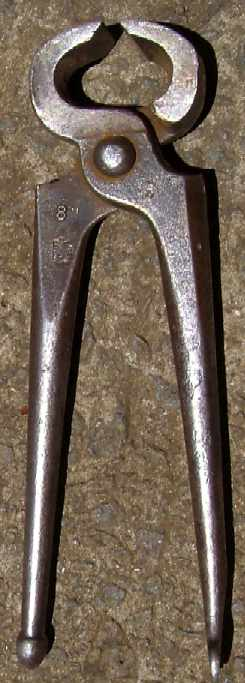
Tenazas
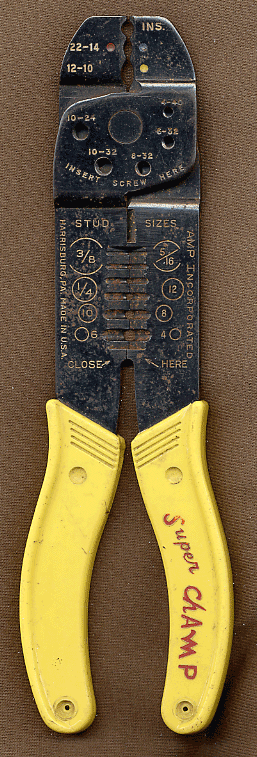
Pinzas pelacables
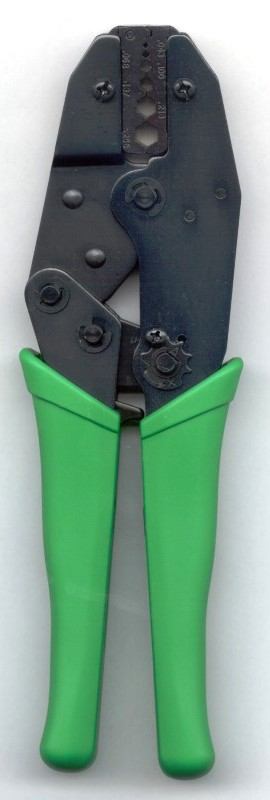
Pinza para N, R-SMA, conectores TNC para RG174, RG58 y HDF/LMR200
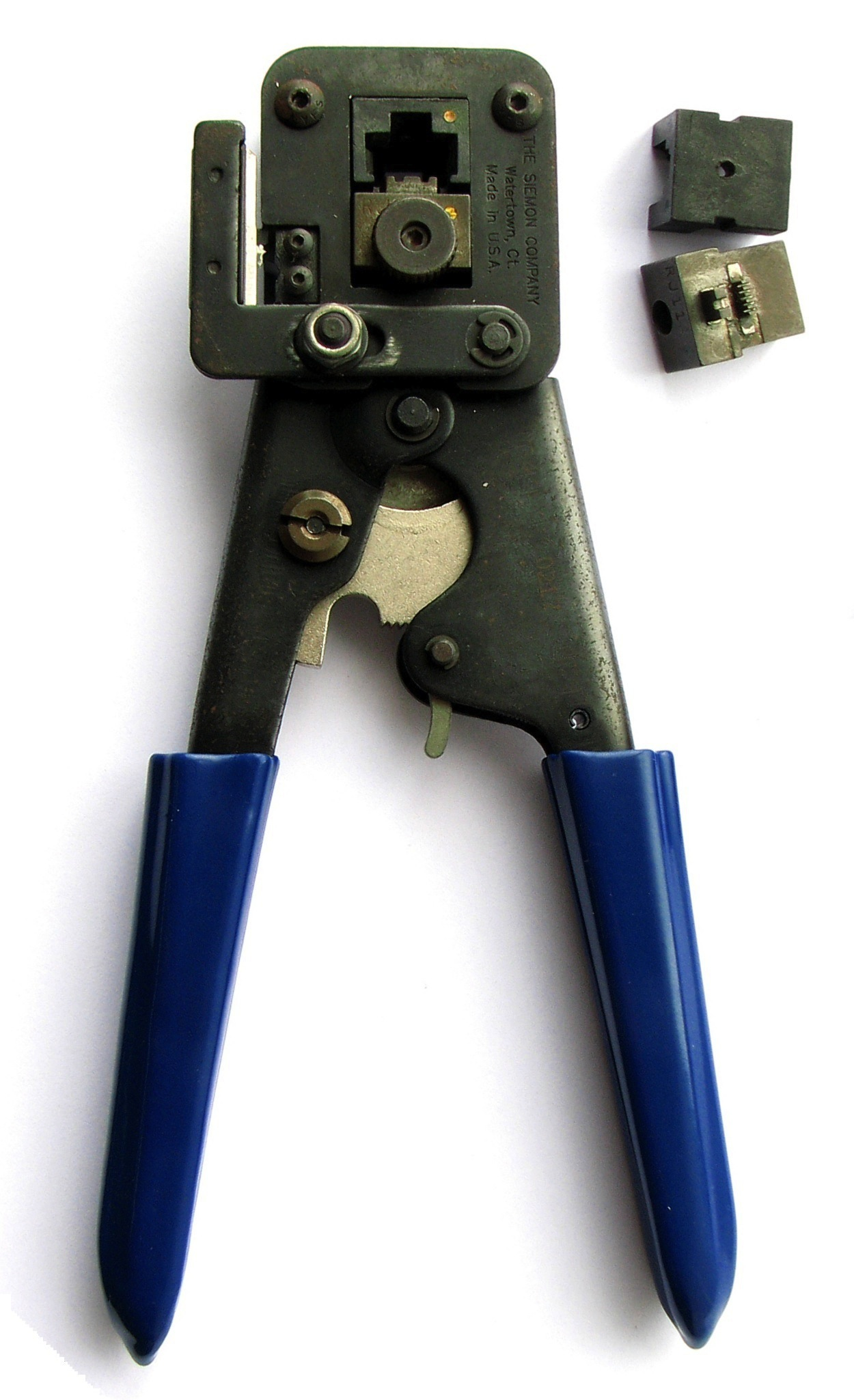
Pinzas para trabajos pesados con cabeza RJ intercambeable.
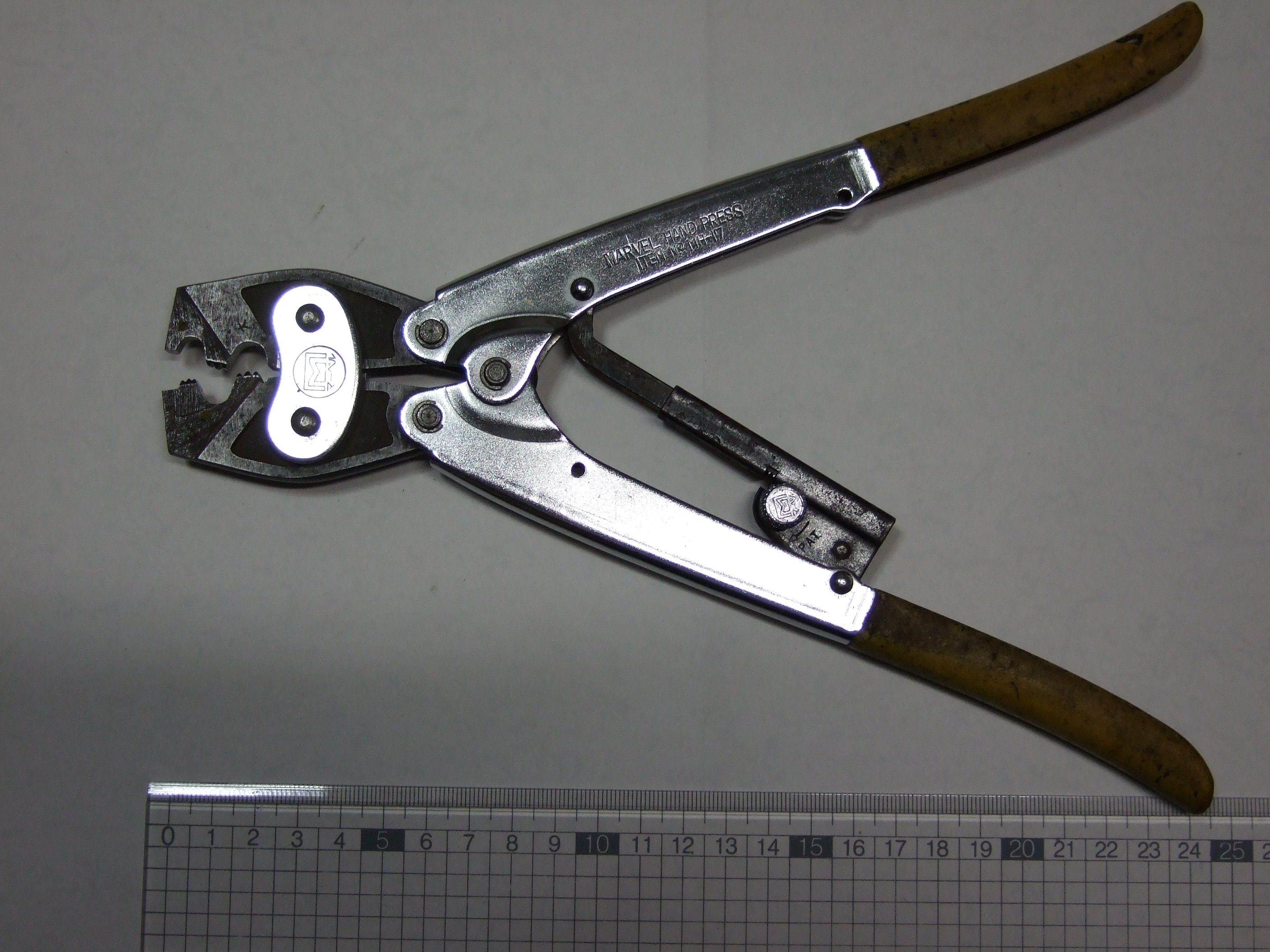
Pinza engarzadora.
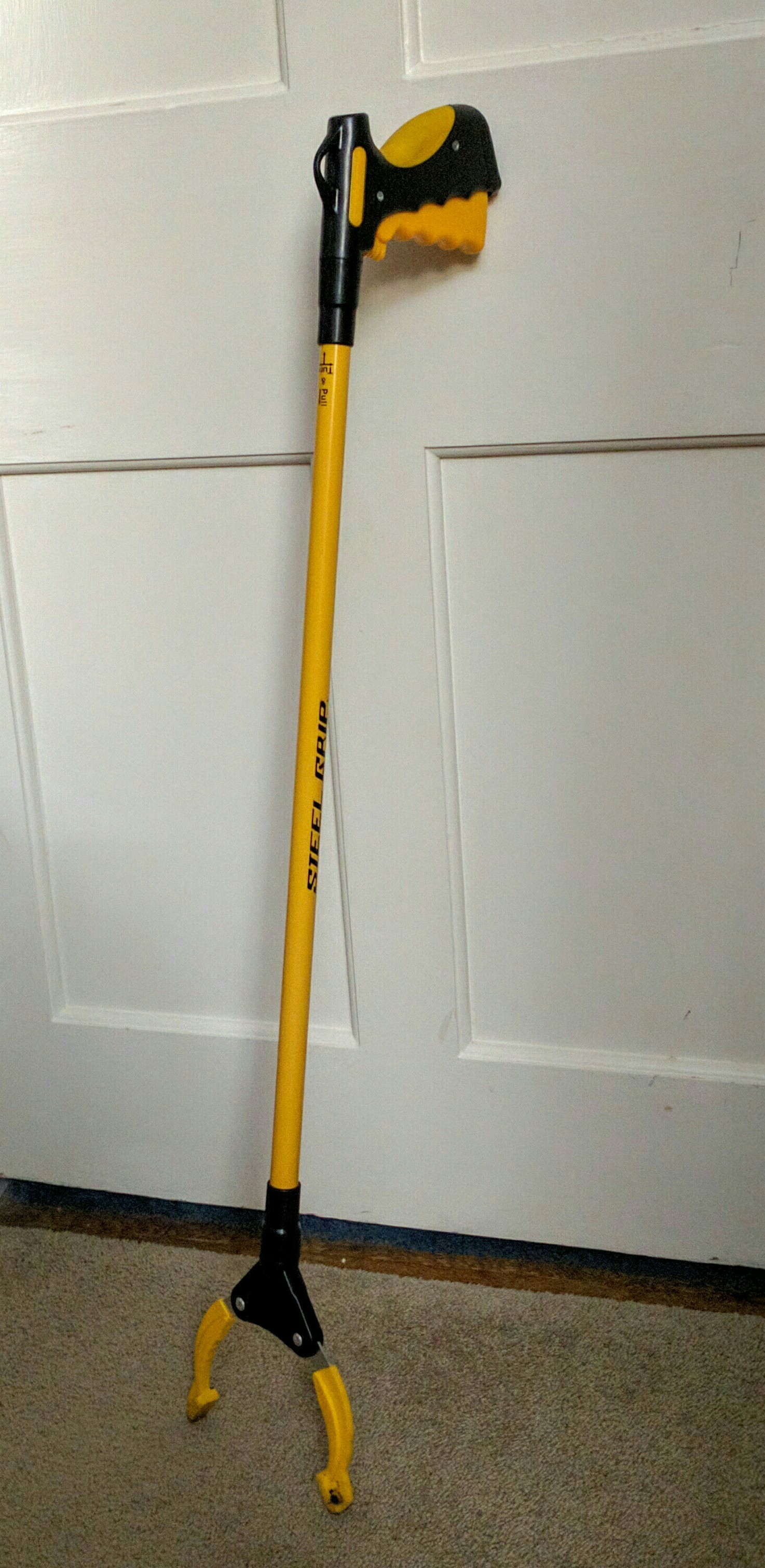
Pinza extensible.
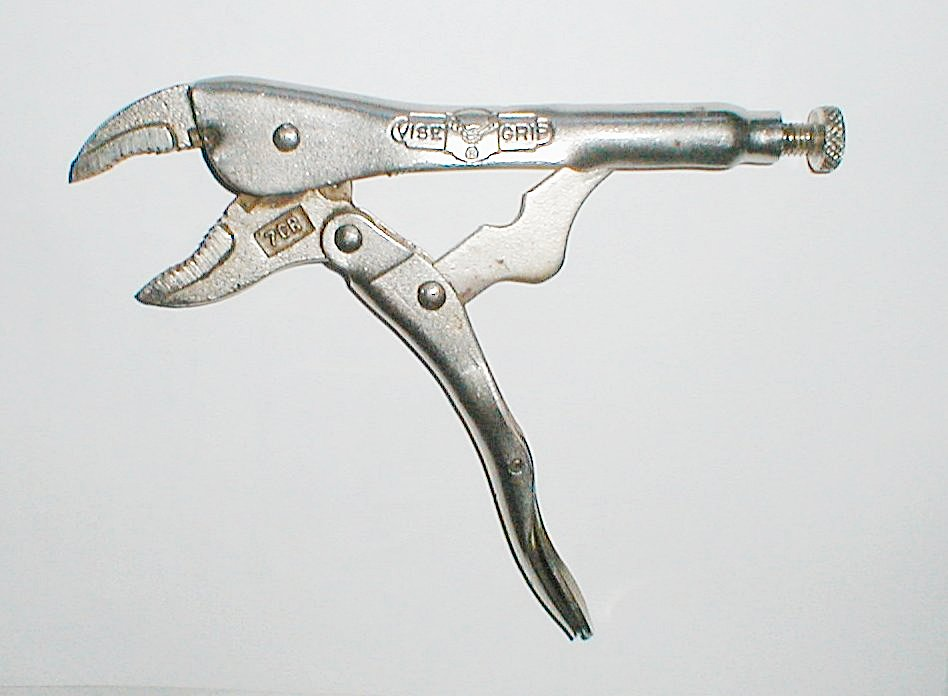
Pinzas de presión
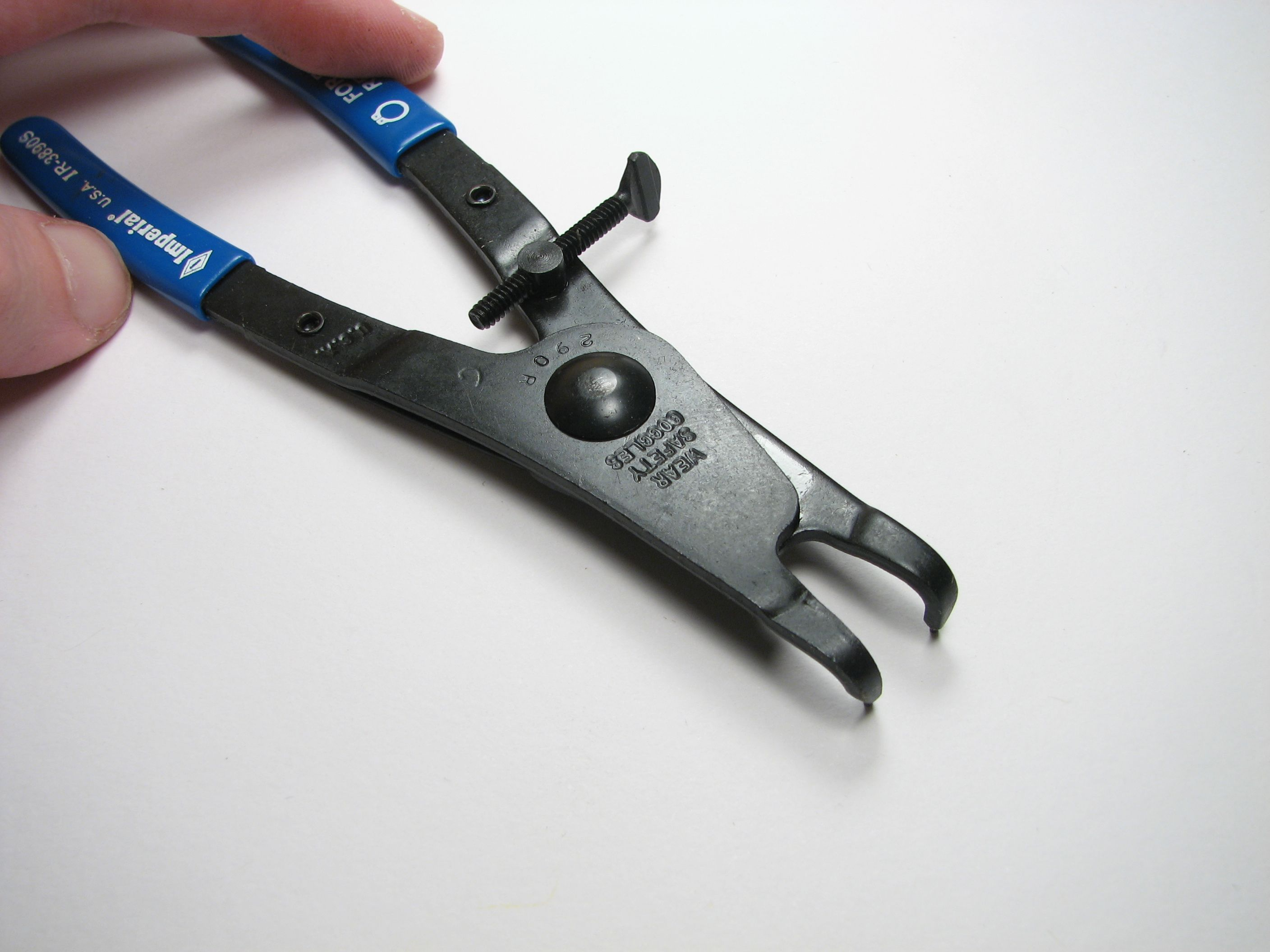
Pinzas de punta o Circlip, utilizadas para colocar o remover un anillo de retención
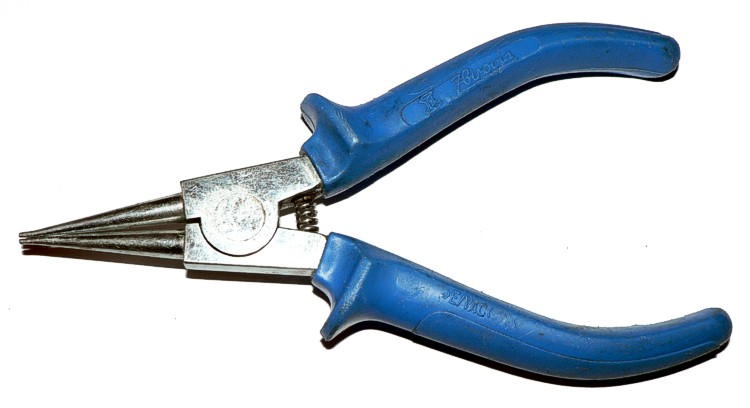
Pinza de punta redonda.

### Uso en medicina

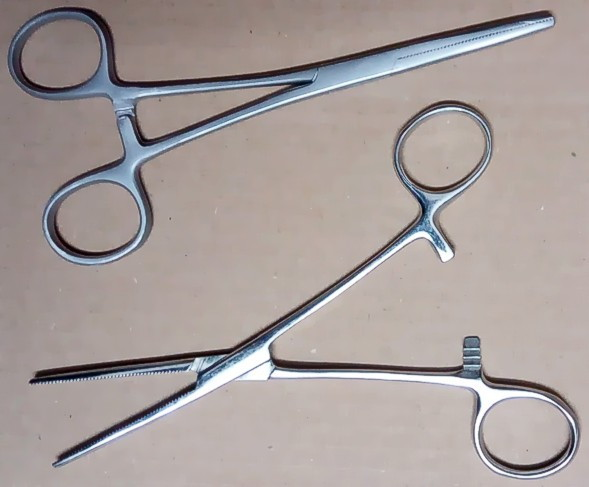
Pinza Kocher

Un género especial de pinzas son los fórceps para fines médicos. También vienen en una amplia variedad de formas. Por lo general, están hechos de acero de baja corrosión (para reducir la corrosión durante la esterilización ). Un ejemplo de esto son las pinzas Kocher. La función principal de las pinzas anguladas Magill es extraer cuerpos extraños de la boca y la garganta. Además, existen los llamados fórceps de extracción en cirugía dental, que en su forma actual se basan en John Tomes (1815-1895). Existen diferentes pinzas según las posiciones, tipos y tamaños de los dientes. En obstetricia , se utilizan fórceps para extraer la cabeza del niño durante el parto vaginal. Las pinzas arteriales o hemostáticas se utilizan para detener el sangrado.

### Pinzas de uso doméstico y otros usos
Las pinzas también se utilizan como utensilios de cocina, cubertería, entre otros usos. Ejemplos de tales pinzas son:
- Pinzas de parrilla
- Pinza para espaguetis
- Pinza de depilación
- Pinza de la ropa

### Pinza de peluquería
Las pinzas de peluquería son unos objetos metálicos que tienen un funcionamiento similar a las pinzas descritas anteriormente. Se trata de instrumentos que constan de dos piezas unidas por un muelle en espiral. En un extremo, las piezas se ensanchan para que se puedan presionar con los dedos provocando la apertura de la pinza. Cuando se sueltan, la pinza se cierra aprisionando el cabello que se ha introducido en su interior. Las pinzas se utilizan para dar forma al peinado, bien sujetando los mechones de cabello en una posición determinada bien manteniéndolo enrollado al rulo mientras se está secando el pelo. También relacionadas con el cabello, existen pinzas con funcionalidad meramente estética que adoptan formas de flores, animales, etc.[cita requerida]